# Katedra Świętego Emmerama w Nitrze
Katedra Świętego Emmerama (słow. Bazilika svätého Emeráma) – katedra w Nitrze na Słowacji. Dzisiejszy, głównie barokowy kształt świątynia zawdzięcza przebudowie na początku XVIII wieku. Połączono wtedy w jedną całość trzy wcześniejsze świątynie: absydę bazyliki św. Emmerama z XI wieku., górny kościół, pierwotnie gotycki, oraz najmłodszy – dolny, wzniesiony w połowie XVII wieku.
W 2008 roku przeniesiono do katedry szczątki Jozefa Tiso.

## Galeria

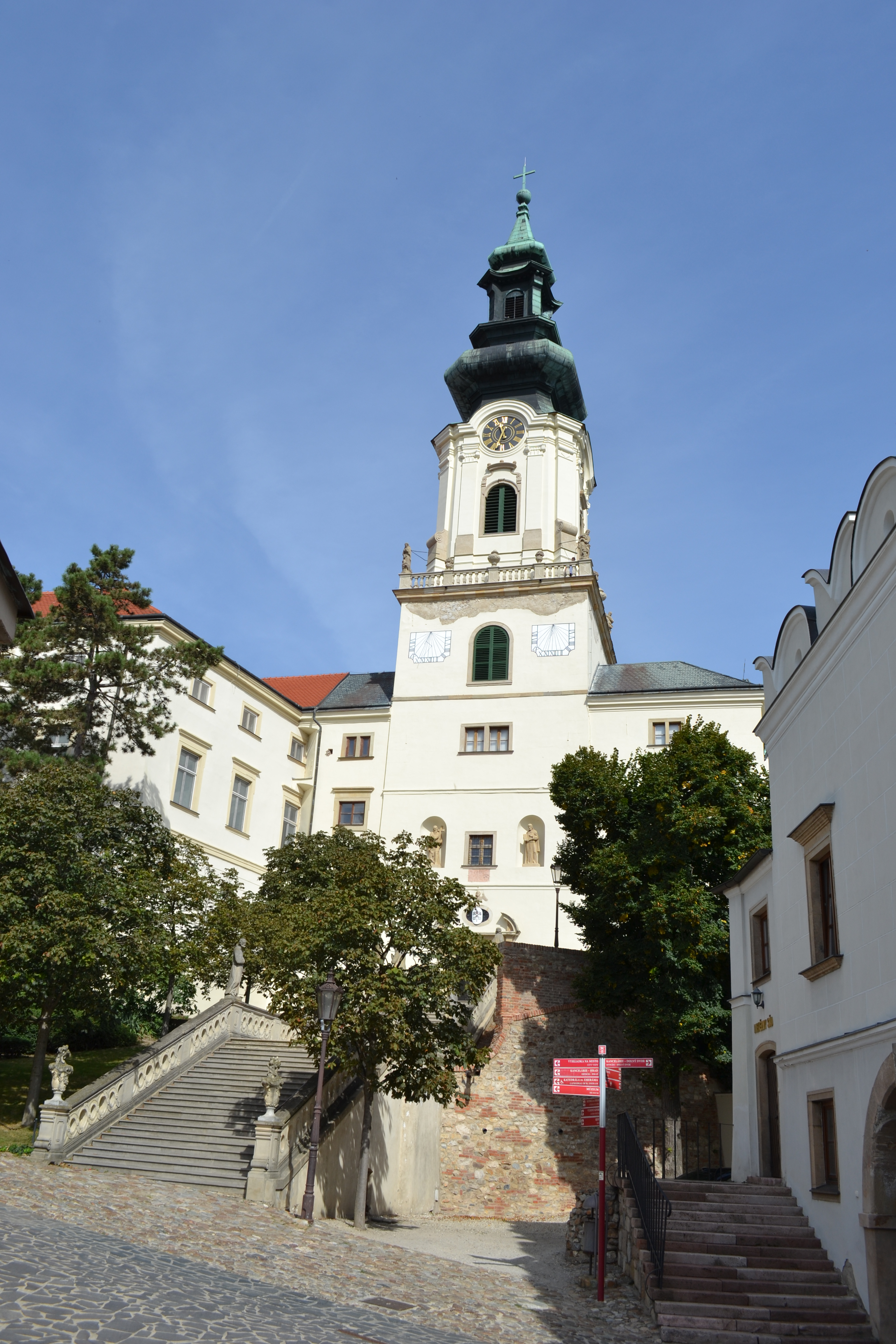
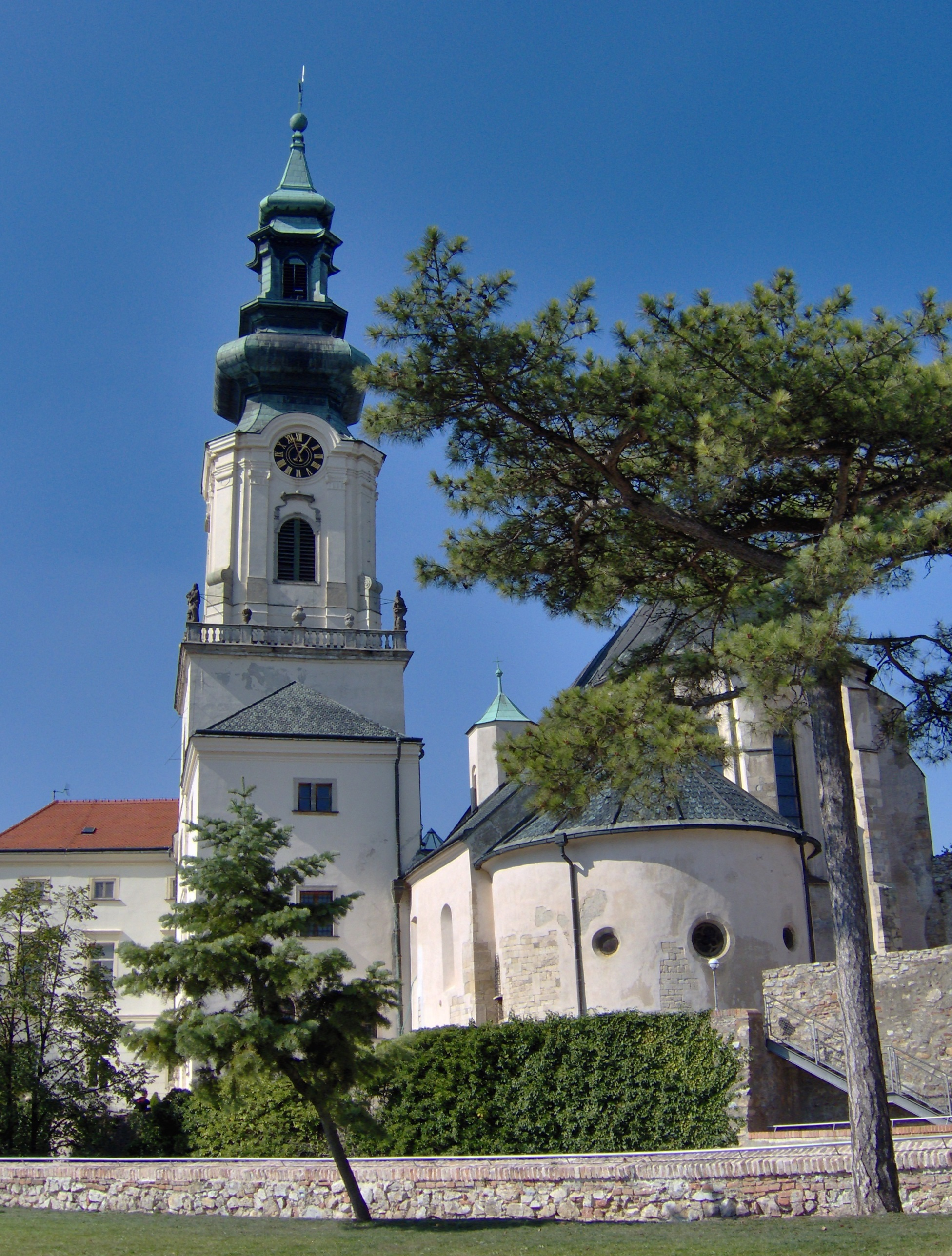
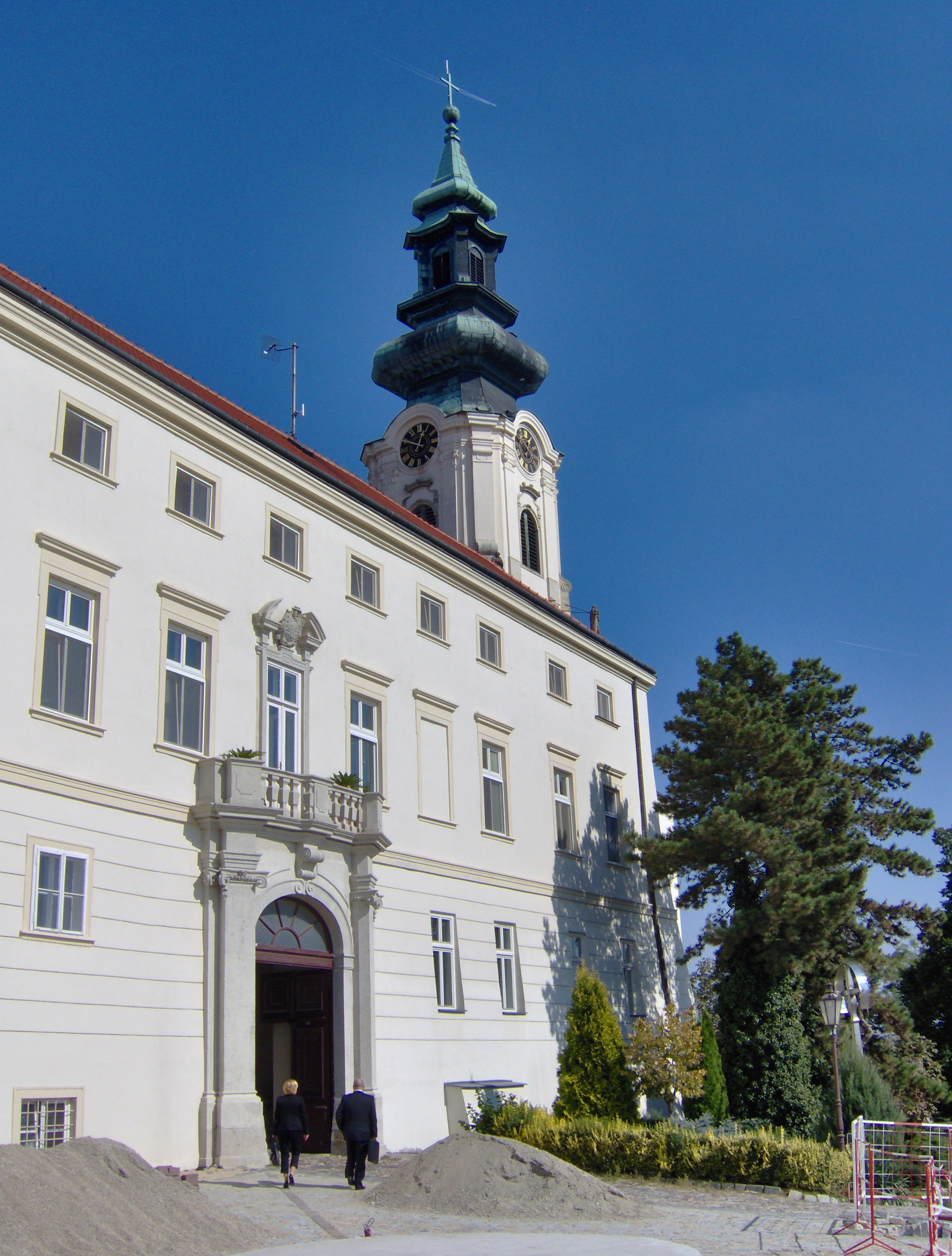
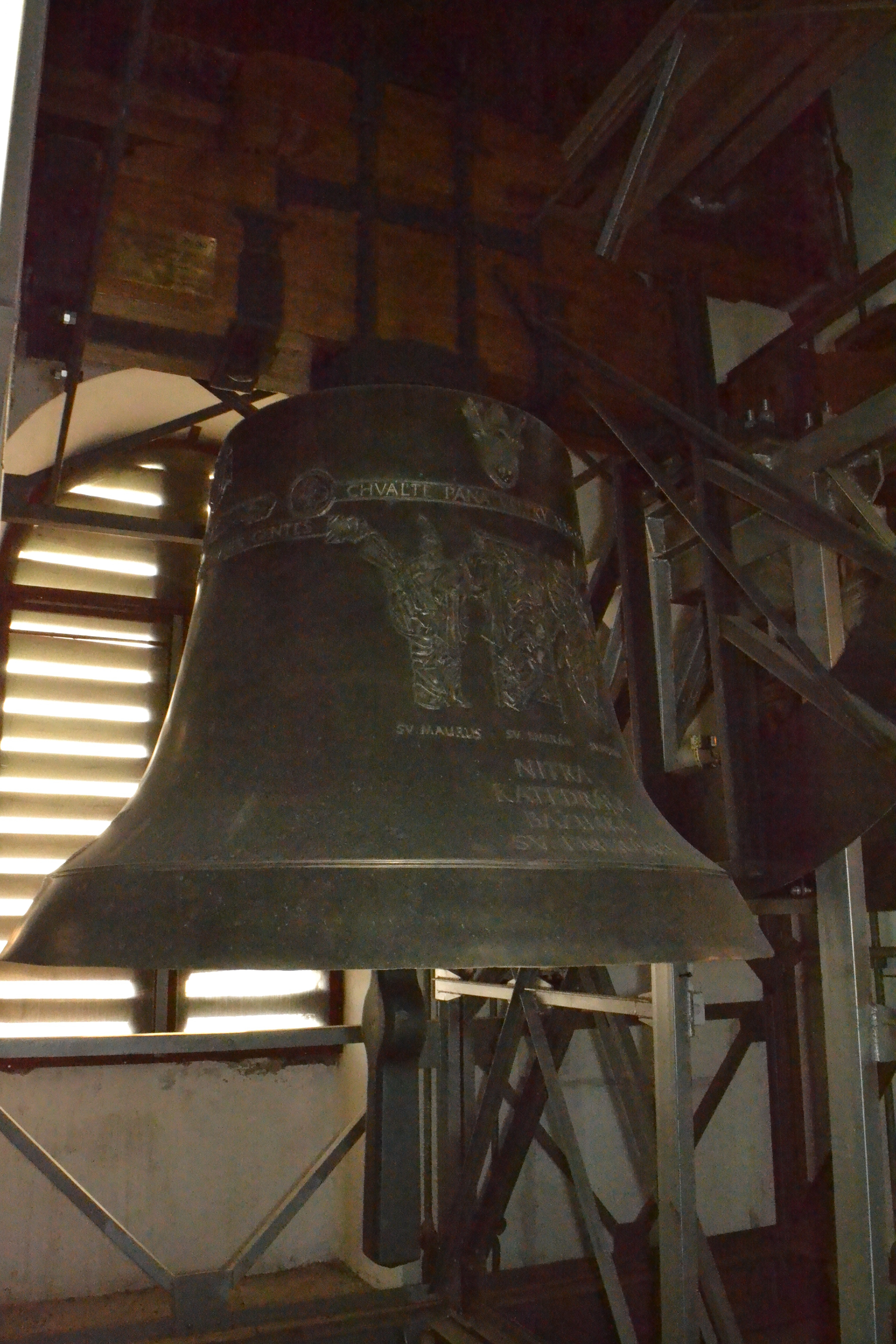